# Суроватиха (село)
Сурова́тиха — село в Дальнеконстантиновском районе Нижегородской области, входит в состав Суроватихинского сельсовета.. Расположено на юго-западе района, у истока реки Печеть (правый приток Волги), примерно в 17 км от райцентра Дальнее Константиново. Ближайшие населённые пункты: Дубки — менее километра на запад, посёлок Застенный в 1,5 км к северо-западу и Посёлок станции Суроватиха в 2 км севернее, там же ближайшая железнодорожная станция — Суроватиха Горьковской железной дороги. В селе одна улица — Кирпичная.
История села Суроватиха берёт своё начало в начале XVII столетия, как утверждали в своих свидетельствах проживающие здесь бортники, деревня Литяшиха, Суроватиха тож, а именно такое название имело поселение в 1672 году, существовала уже во времена царствования «государя царя и великого князя Алексея Михайловича всеа Руси самодержца», становится известной в народе к моменту восшествия на патриарший престол Новгородского митрополита Никона и исторического письма-обращения гетмана Богдана Хмельницкого в 1652 году, то есть имеет более чем 360-летнюю историю.

## Памятники культуры
В селе расположена каменная церковь в честь Преображения Господня, построена в 1815 году (в честь победы в войне 1812 года) трёхпрестольная. Престолы в честь Преображения Господня, святого благоверного князя Александра Невского и Николая Чудотворца. Документ о принятии на госохрану № 471. С 2006 года силами жителей села проводится частичный ремонт храма. В настоящее время богослужения проводятся в сохранившемся нижнем ярусе колокольни.